# Calydna cabira
Calydna cabira is een vlindersoort uit de familie van de prachtvlinders (Riodinidae), onderfamilie Riodininae.
Calydna cabira werd in 1854 beschreven door Hewitson.